# Massachusetts (argentin Bee Gees-válogatásalbum)
A Bee Gees Massachusetts című lemez a Bee Gees együttes 1973-ban, Argentínában és Uruguayban kiadott 2 LP-s válogatáslemeze.

## Az album dalai
LP1 Side 1
1. Massachusetts (Barry, Robin és Maurice Gibb) – 2:22
2. Camino Marley purt – Marley Purt Drive (Barry, Robin és Maurice Gibb) – 4:26
3. Fiesta – Holiday (Barry és Robin Gibb) – 2:53
4. Esto y aquello – Spicks and Specks (Barry Gibb) – 2:50
5. Idea  (Barry, Robin és Maurice Gibb) – 2:51
6. La barca hundida – Sinking Ships (Barry, Robin és Maurice Gibb) – 2:21

LP1 Side 2
1. Mundo – World (Barry, Robin és Maurice Gibb) – 3:13
2. Cereza roja – Cherry Red (Barry Gibb) – 3:07
3. Jumbo (Barry, Robin és Maurice Gibb) – 2:08
4. Mañana mañana – Tomorrow, Tomorrow (Barry és Maurice Gibb) – 3:55
5. Harry Braff (Barry, Robin és Maurice Gibb) – 3:20
6. La luz de una lámpara – Lamplight (Barry, Robin és Maurice Gibb) – 4:47

LP2 Side 1
1. Primero de mayo – First Of May (Barry, Robin és Maurice Gibb) – 2:48
2. Tengo una mensaje para ti – I´ve Gotta Get a Message To You (Barry, Robin és Maurice Gibb) – 2:56
3. El desastre minero de New York de 1941 – New York Mining Disaster 1941 (Barry és Robin Gibb) – 2:09
4. Mi preciosa melodía – Melody Fair (Barry, Robin és Maurice Gibb) – 3:45
5. Fui un amante líder de los hombres – I Was a Lover a Leader of Men (Barry Gibb) – 3:35
6. Comencé una broma – I Started a Joke (Barry, Robin és Maurice Gibb) – 3:08

LP2 Side 2
1. Odessa (ciudad del Mar Negro) – Odessa (City In The Black Sea) (Barry, Robin és Maurice Gibb) – 7:33
2. Kitty Can (Barry, Robin és Maurice Gibb) – 2:39
3. El cantor cantó su canción – The Singer Sang His Song (Barry, Robin és Maurice Gibb) – 3:19
4. Amar a alguien – To Love Somebody (Barry és Robin Gibb) – 2:58
5. No te olvides de recordar – Don´t Forget To Remember (Barry és Maurice Gibb) – 3:28
6. Palabras – Words (Barry, Robin és Maurice Gibb) – 3:13

## Közreműködők
- Bee Gees